# High Line
Ne doit pas être confondu avec Highline.
La High Line connue aussi sous le nom de High Line Park est un parc linéaire urbain suspendu de l'arrondissement de Manhattan à New York, aménagé sur une portion (2,3 km) désaffectée des anciennes voies ferrées aériennes du Lower West Side (West Side Line). Inspirée de la Coulée verte René-Dumont, parc linéaire de 4,7 km de long du 12e arrondissement de Paris créé en France en 1993, la High Line fut redessinée et plantée en voie verte et parc de sentier ferroviaire.
La High Line Park est construite sur la portion sud désaffectée de la West Side Line allant jusqu'à Lower West Side. Elle passe par Gansevoort Street, trois pâtés de maisons en dessous de la 14th Street, dans le Meatpacking District, à travers Chelsea jusqu'à la limite nord de West Side Yard sur la 34th Street près du Javits Convention Center. Un éperon clos s'étend au-dessus de 30th Street jusqu'à Tenth Avenue.
La réaffectation de la ligne ferroviaire en un parc urbain commença en 2006, avec l'inauguration de la première des trois sections en 2009 ainsi que la seconde en 2011. La 3e et dernière section ouvrit officiellement au public le 21 septembre 2014. Un bout infime au-dessus de Tenth Avenue et 30th Street a ouvert à la suite de la réalisation du Hudson Yards le 4 juin 2019. La High Line a stimulé le développement immobilier dans les quartiers qui se trouvent le long de celle-ci. Le parc, qui est géré par le New York City Department of Parks and Recreation , accueille chaque année près de cinq millions de visiteurs .

## Histoire

### La ligne ferroviaire

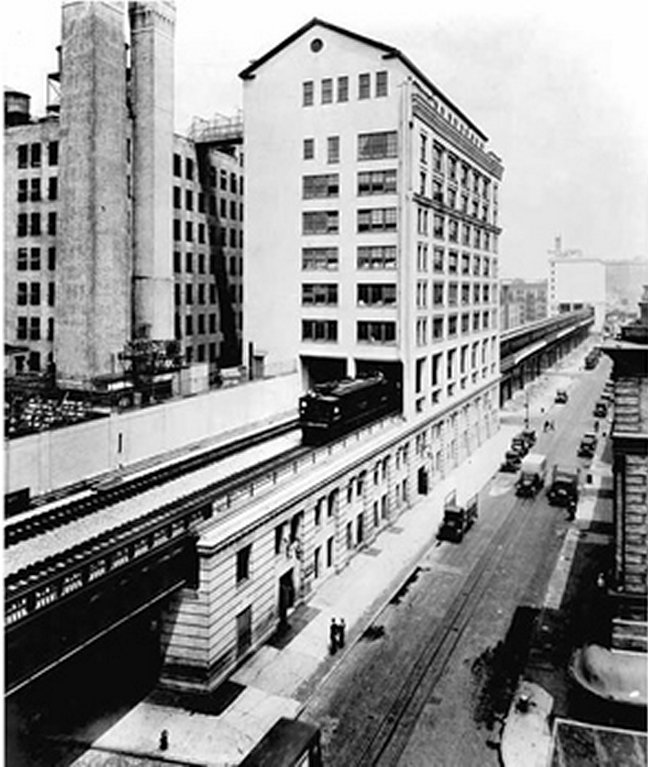
Train passant en dessous du bâtiment appartenant au Laboratoires Bell depuis Washington Street en 1936. L'immeuble existe toujours mais cette section de la ligne fut détruite.

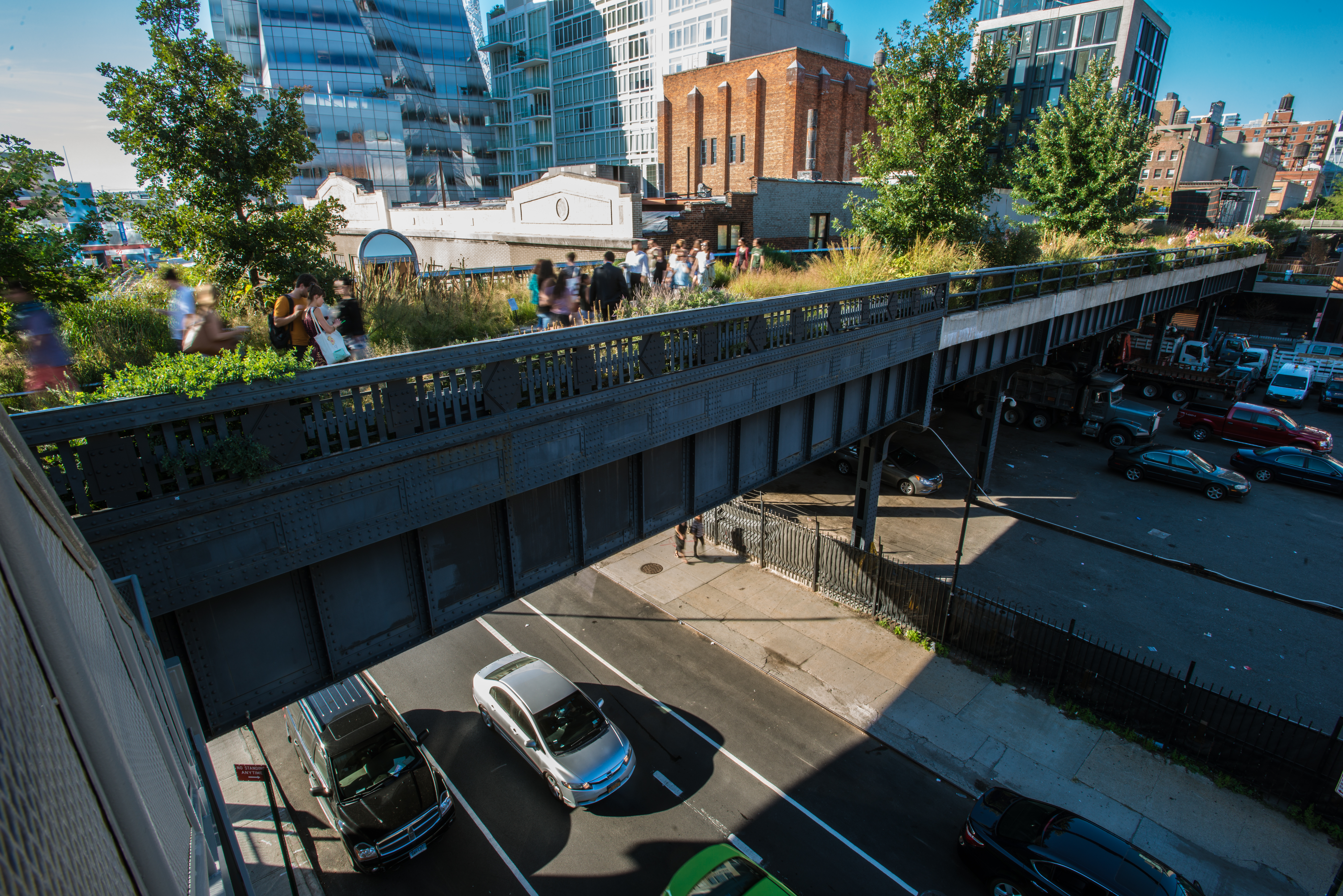

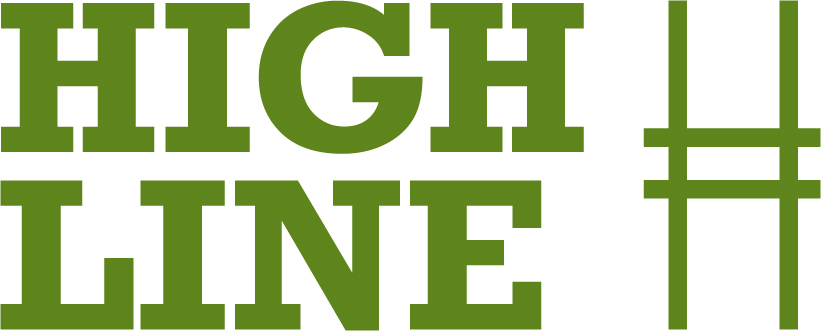
Logo des amis de la High Line.

En 1847, la ville de New York autorise les trains de fret à emprunter les chemins de fer se situant sur la chaussée. Pour des questions de sécurité, la compagnie des chemins de fer emploie des hommes surnommés West Side Cowboys afin de tenir les chevaux et brandir les drapeaux face aux trains. Cependant, les accidents mortels se multiplient impliquant des trains, piétons et cavaliers (l’utilisation du cheval à cette époque était encore très importante), si bien que la Tenth Avenue est surnommée « Avenue de la mort ».
Après des années de débat public au sujet du danger rémanent, la ville, l’État de New York et la New York Central Railroad soumettent en 1929 le West Side Improvement Project, un important projet conçu par Robert Moses qui inclut également la construction de la West Side Elevated Highway. Le projet long de 21 kilomètres élimine 105 croisements de voies de chemin de fer se situant sur la chaussée et rajoute 13 hectares à Riverside Park, pour un coût estimé à plus de 150 000 000 US$ (environ 2 067 151 000 US$ aujourd'hui).
Au début du XXe siècle les communications de Meatpacking District, le quartier des abattoirs de Manhattan, sont saturées. Piétons, chevaux, carrioles, automobiles, camions, partagent la rue avec les trains qui circulent au beau milieu de la chaussée comme un banal tramway. Pour remédier aux gigantesques encombrements et aux nombreux accidents, la construction d'une voie ferrée aérienne débute en 1930. Longeant l'Hudson River, la voie ferrée traverse certains immeubles et dessert directement des entrepôts de la zone. Lors de la décennie 50-60, on observe le déclin du rail au profit de la route ; les camions supplantent les trains et le trafic de la ligne décline. En 1980, le dernier train circule avec trois wagons de dindes congelées. Désaffectée, la ligne devient une friche industrielle urbaine envahie par les herbes folles. Dès 1979, l'architecte américain Steven Holl propose de réaménager les voies suspendues en jardin et les immeubles en lofts et logements sociaux .
La destruction paraît inévitable et, sous le mandat de Rudy Giuliani, l'administration municipale projette sa totale démolition. Mais en 1999 Joshua David et Robert Hammond, deux riverains de la zone, fondent Friends of the High Line (« les Amis de la High Line »), une association à but non lucratif dont le but est de sauver la structure de la démolition et de la réaffecter en équipement public de quartier. Arguant du succès de la promenade plantée ouverte à Paris en 1993 sur l'ancienne ligne menant à la gare de la Bastille, ils suggèrent un parc urbain suspendu. Forts de la mobilisation des habitants du quartier, l'association obtient le soutien du nouveau maire, Michael Bloomberg, et en 2004 le financement de la ville est attribué.

### Réhabilitation
Malgré le délabrement de surface, les bases de la ligne sont saines : la structure portante en acier riveté est mise à nu, réparée et repeinte ; les voies et l'ancienne chape de béton sont déposées. Pour permettre l'accès au public, de nombreux escaliers, passerelles et ascenseurs ont été aménagés à intervalles réguliers. Outre les plantations, des bancs, tables et terrasses sont installés tout le long du parcours. Au croisement entre la 10e avenue et la rue, un belvédère vitré surplombe la chaussée.

## Impacts

### Impacts sur la ville

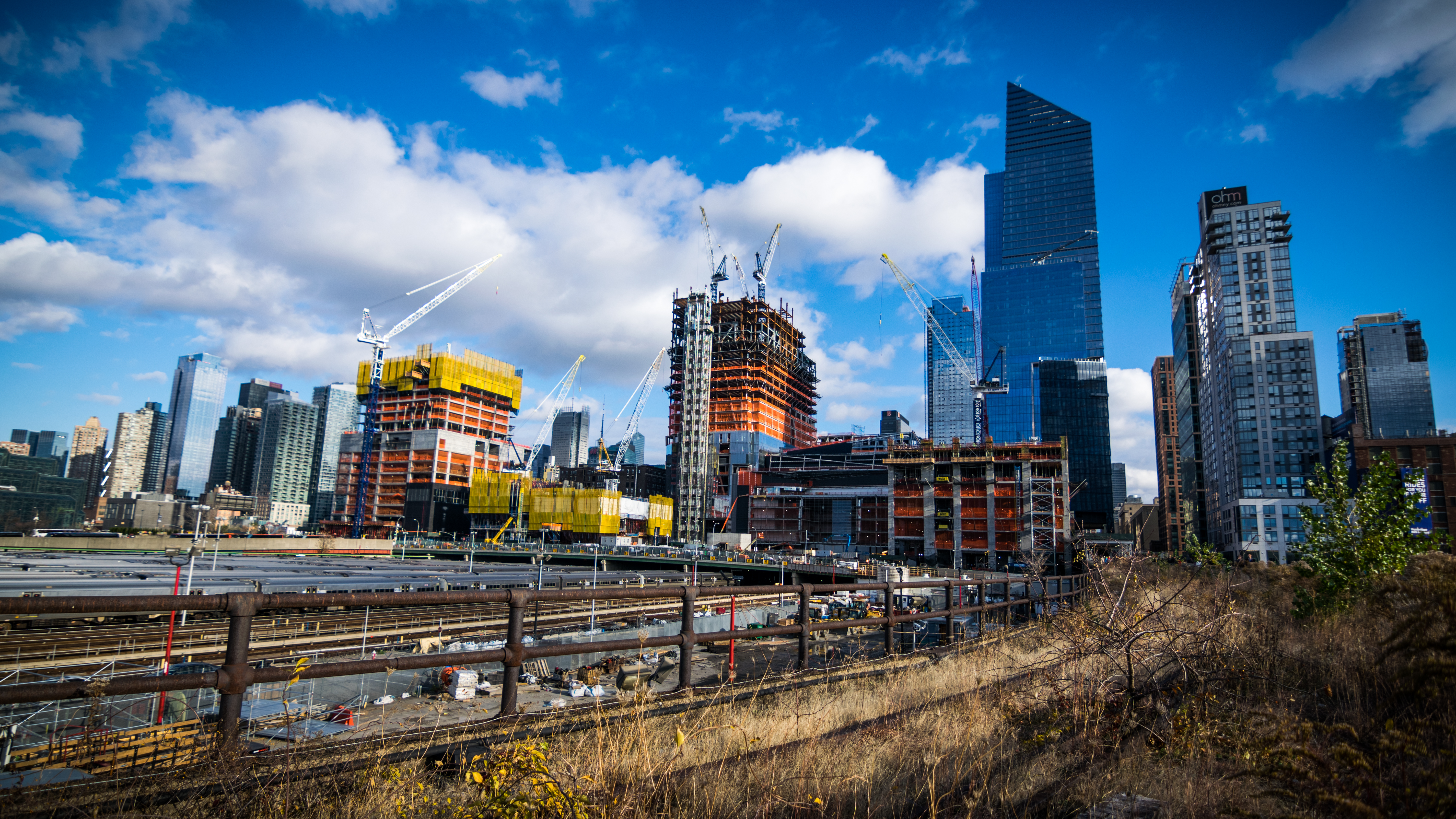
Plantations reproduisant l'état de la ligne de train avant sa réhabilitation.

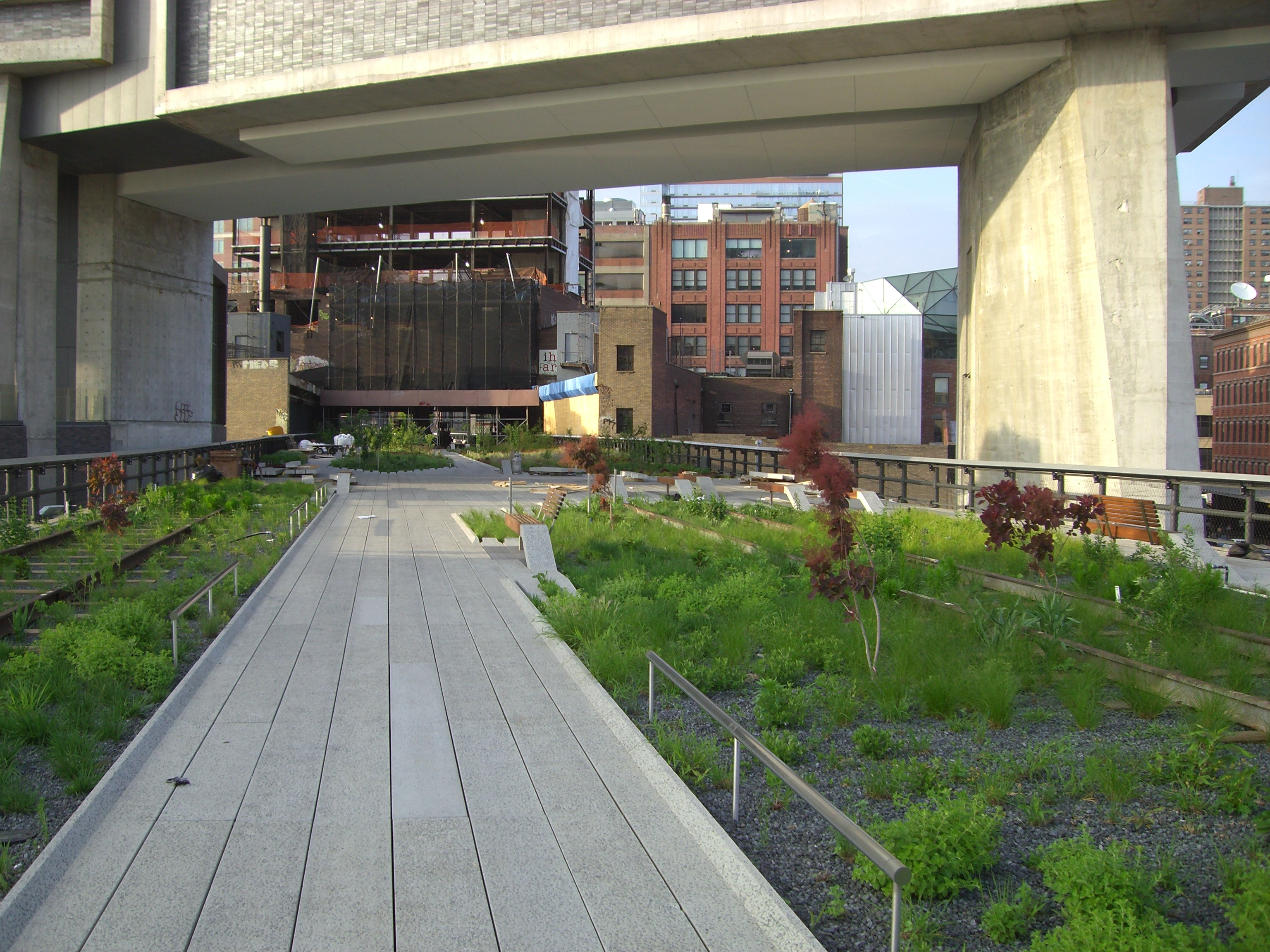
La voie végétalisée.

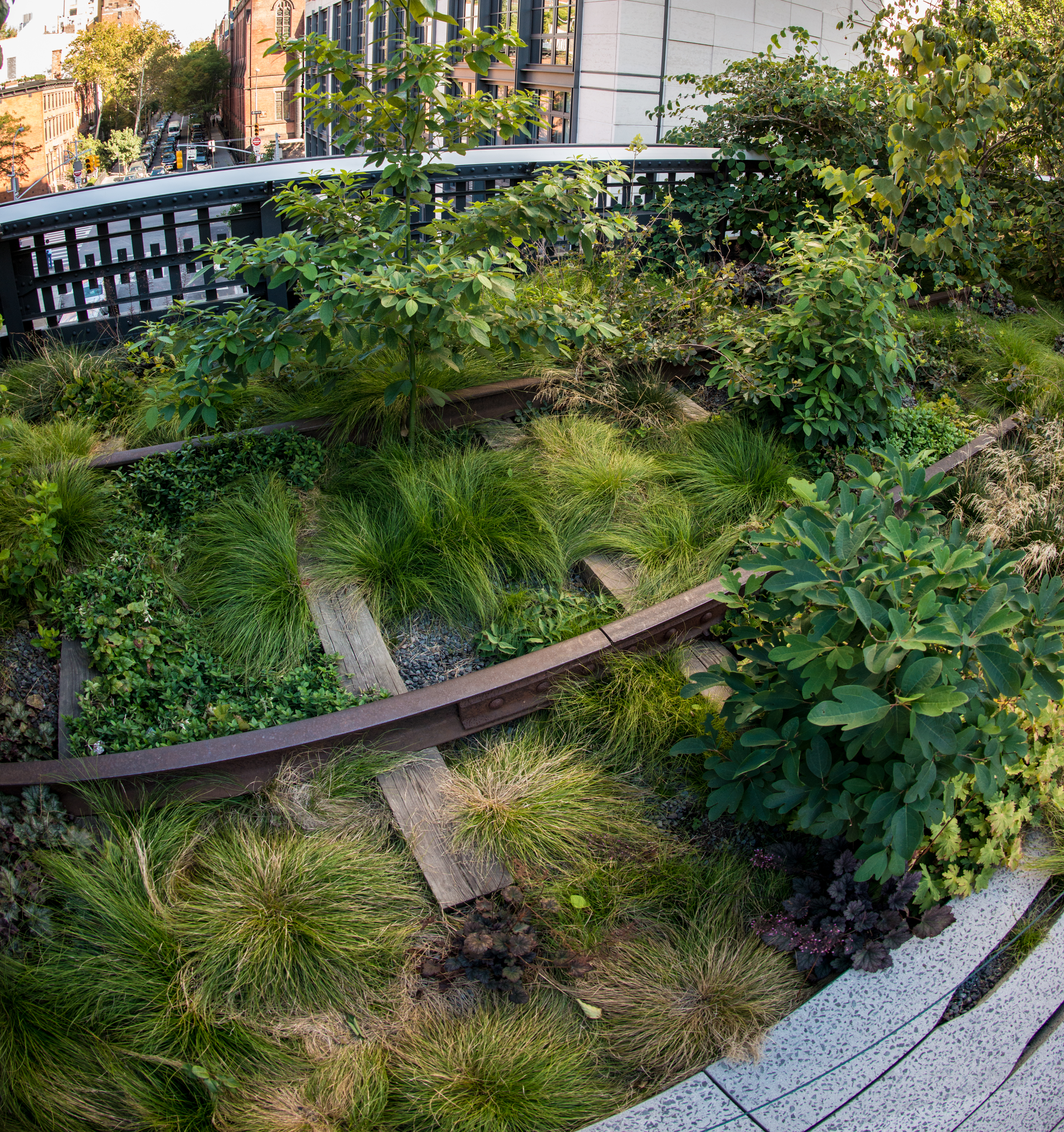
Début de sylviculture urbaine (Urban Forestry)

La réhabilitation de la ligne de chemin de fer en un parc a permis une revitalisation de Chelsea, qui était devenu peu accueillant et dans une assez mauvaise condition au cours du XXe siècle. Cela a également provoqué un réel développement des quartiers voisins de la Highline. Le maire Bloomberg a ainsi souligné que le projet Highline a participé à une sorte de renaissance des alentours : depuis 2009, ce sont plus de trente projets qui ont été prévus ou qui sont en construction, et depuis 2016 plus de onze projets sont en construction. Le projet Highline a aussi provoqué une augmentation du prix de logements, qui sont ainsi 10 % plus chers que ceux plus éloignés. Depuis l'ouverture du parc en 2009, on compte pas moins de 20 propriétés contre celui-ci qui furent vendues à 10 millions de dollars, et le prix moyen d'un appartement contre la Highline s'élève à quelque 6 millions de dollars. On estime également que la location d'un appartement contre le parc est plus de deux fois plus élevée que celle d'un même appartement deux rues plus loin.

### Lieu de culture
La High Line accueille des actions culturelles, des œuvres d'art, des installations et des spectacles temporaires dans le cadre d'un plan à long terme porté par une association Friends of the High Line et le New York City Department of Parks and Recreation, avec une installation artistique inaugurale commandée à Spencer Finch (œuvre intégrée dans les baies vitrées de l'ancien quai de chargement de l'usine Nabisco, sous la forme d'une série de 700 vitres violettes et grises, chaque couleur étant calibrée pour correspondre au pixel central de 700 images numériques (une prise toutes les minutes) de la rivière Hudson. L'association est principalement financée par le milliardaire et ancien banquier de Goldman Sachs, Donald R. Mullen (directeur de l'association des amis de High Line Art), ainsi que par d'autres donateurs, dont la de Brown Foundation, Inc. de Houston, la Fondation Andy Warhol pour les arts visuels et David Viniar (également ancien directeur [et vice-président exécutif] de Goldman Sachs, de 1999 au 31 janvier 2013 et encore membre du conseil d'administration de la banque), ainsi que par des fonds publics (du Département des affaires culturelles de la ville de New York, en partenariat avec le Conseil municipal de New York et le Conseil des arts de l'État de New York...),

### Autres exemples, inspirés de la High Line
D'autres villes se sont inspirées de ce projet pour proposer la création de parcs surélevés et/ou linéaires dans le monde,.
Le maire de Chicago, Rahm Emanuel le considère comme « un symbole et un catalyseur » pour les quartiers embourgeoisés. Plusieurs villes du pays envisagent de rénover des infrastructures ferroviaires anciennes pour en faire des parcs, avec notamment le Rail Park de Philadelphie, la Belt Line d'Atlanta et le Bloomingdale Trail de Chicago.
Dans le Queens, il est envisagé de réactiver le Queensway (un sentier ferroviaire aérien proposé) le long de l'emprise de l'ancienne branche de Rockaway Beach du Long Island Rail Road. D'autres villes à travers le monde prévoient des parcs sur rails surélevés dans ce qu'un écrivain a appelé « l'effet High Line ».
Selon diverses estimations, le réaménagement d'une voie ferrée urbaine abandonnée en parc linéaire coûte nettement moins cher que sa démolition. L'architecte paysagiste James Corner (qui a dirigé l'équipe de conception de High Line) a déclaré que « la High Line n'est pas facilement reproductible dans d'autres villes », mais que la création d'un « parc cool » nécessite un « cadre » de voisinage pour réussir.
En 2016, Friends of the High Line a lancé le réseau High Line afin de soutenir des projets de réutilisation d'infrastructures similaires en cours de développement dans d'autres villes. Le réseau compte actuellement dix-neuf projets, notamment River LA, Atlanta Beltline, Crissy Field, Dequindre Cut, Lowline, Klyde Warren Park, Bentway et le projet Trinity River.
La ligne fut décrite dans divers médias avant et après son réaménagement. Le film de 1979, Manhattan, inclut une photo de High Line. Le réalisateur Zbigniew Rybczyński a tourné le clip vidéo du single de Art of Noise, Close (to the Edit) sur la ligne en 1984.
En 2001 (deux ans après la formation des Amis de la High Line), le photographe Joel Sternfeld a documenté la flore et la dégradation de la High Line dans son livre, Walking the High Line. Le livre contient également des essais de l'écrivain Adam Gopnik (en) et de l'historien John R. Stilgoe (en). Les travaux de Sternfeld ont été régulièrement discutés et exposés au cours des années 2000, au fur et à mesure du développement du projet de réhabilitation. Le livre de Alan Weisman, The World Without Us, publié en 2007, cite la High Line comme un exemple de la réapparition de la nature dans une région abandonnée. Cette année-là, des scènes de chasse du film Je suis une légende de l'apocalypse zombie ont été filmées là-bas et dans le Meatpacking District. La chanson de 2009 de Kinetics & One Love (en), The High Line, utilise la ligne (avant sa conversion en parc) comme exemple de la remise en état par la nature de structures construites par l'homme.

### Écologie
La High Line est un élément d'écologie urbaine : elle est l'équivalent de « la plus longue terrasse végétalisée du monde » puisqu’en complément de son aspect récréatif et de corridor biologique pour quelques espèces, le substrat a un coefficient atteignant 80 % de rétention des eaux de pluie. Elle corrige l’effet d’îlot de chaleur et fournit de l’ombre, de l’oxygène et des habitats pour divers végétaux, champignons, micro-organismes, oiseaux et insectes.
La High Line contribue à la restauration de la nature à New York.
S'élevant depuis l'intersection de Gansvoort Street et Washington Street à la 34e rue, la High Line dispose d'un mobilier urbain sobre entre les espaces verts, de mini-amphithéâtres et d'œuvres d'art ; il existe pourtant seize interdictions indiquées sur une pancarte, dont ne pas rouler à bicyclette, mendier, promener son chien, consommer des boissons alcoolisées, cueillir les fleurs, écouter ou jouer trop fort de la musique, fumer ou encore jeter des détritus.

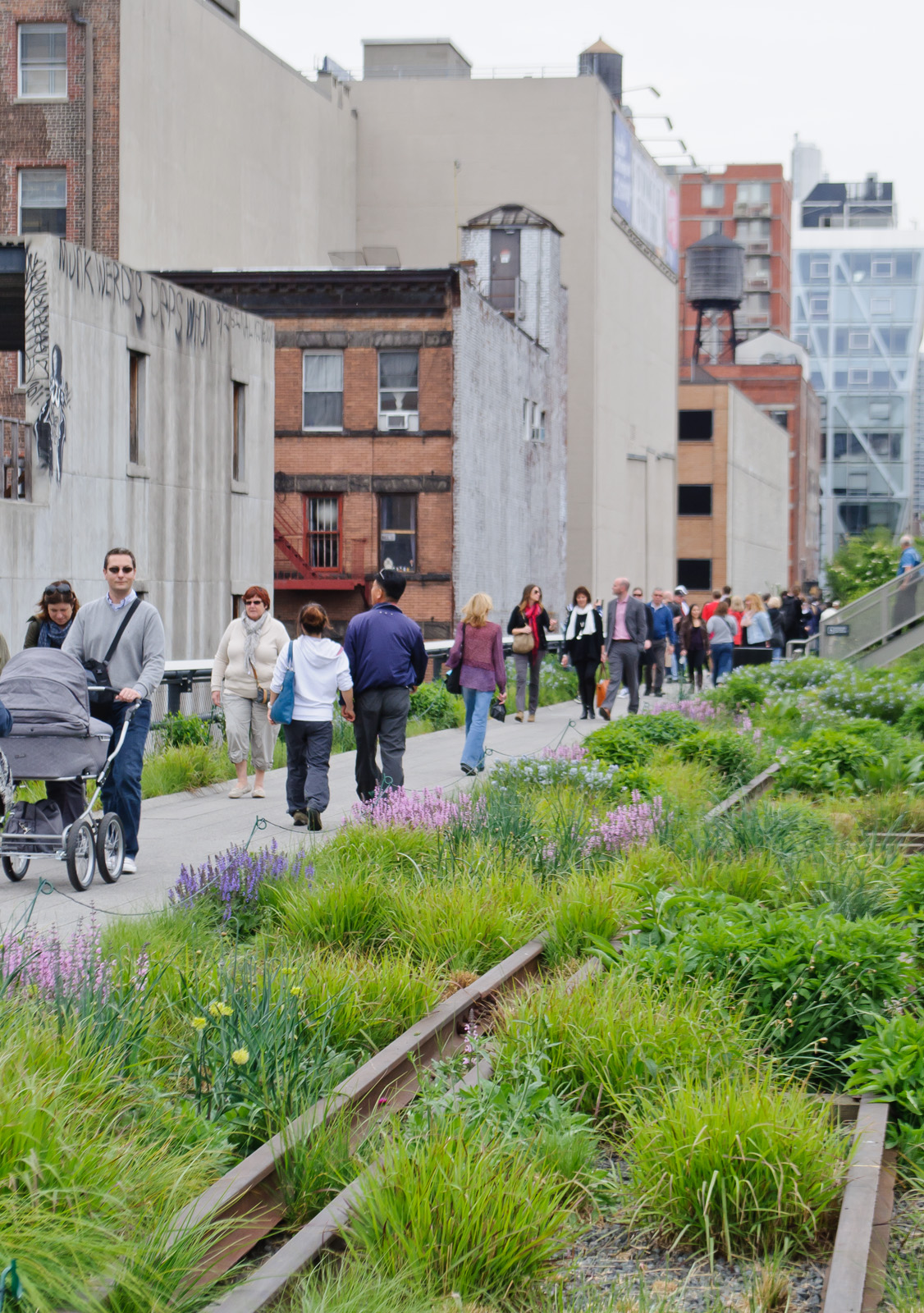
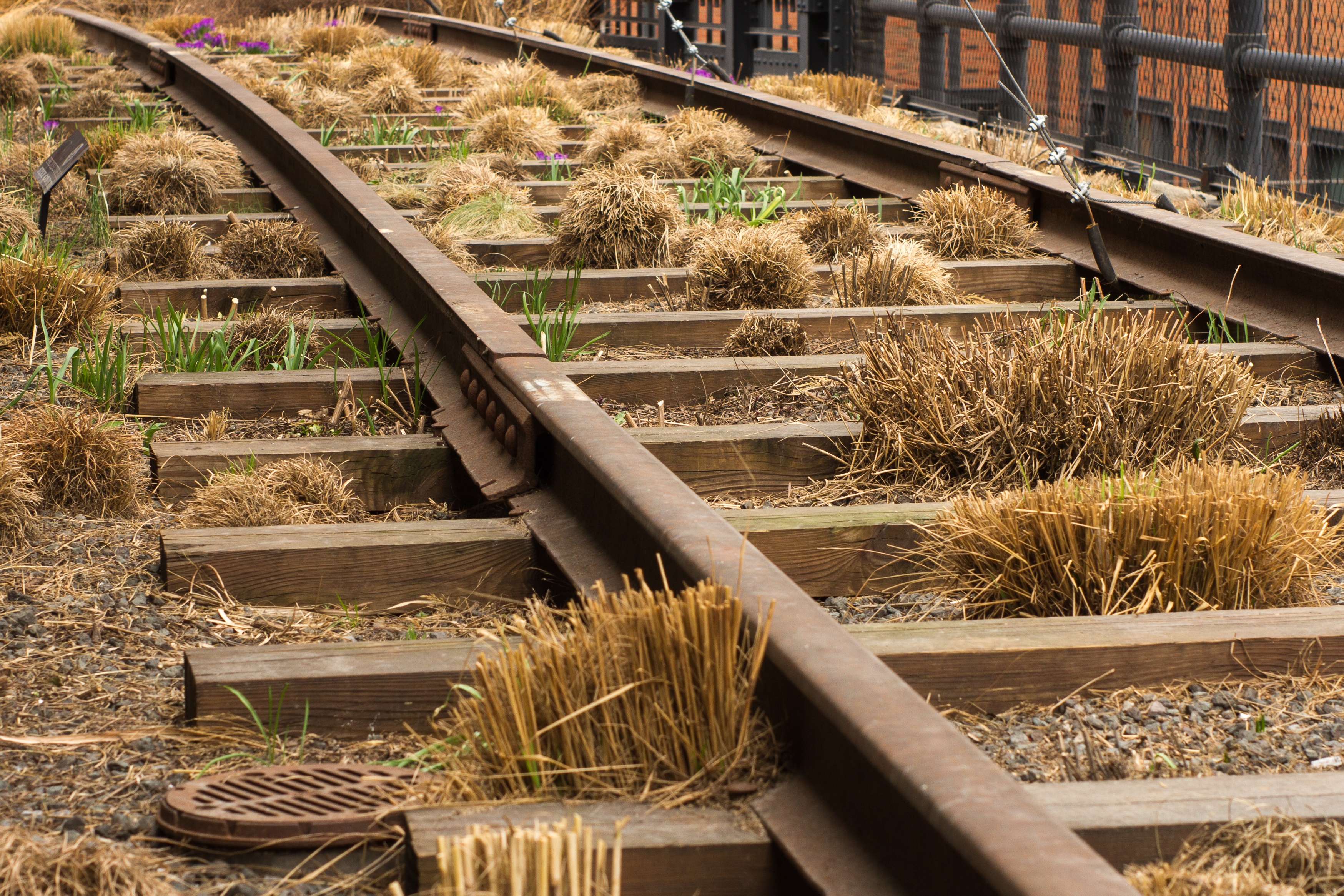
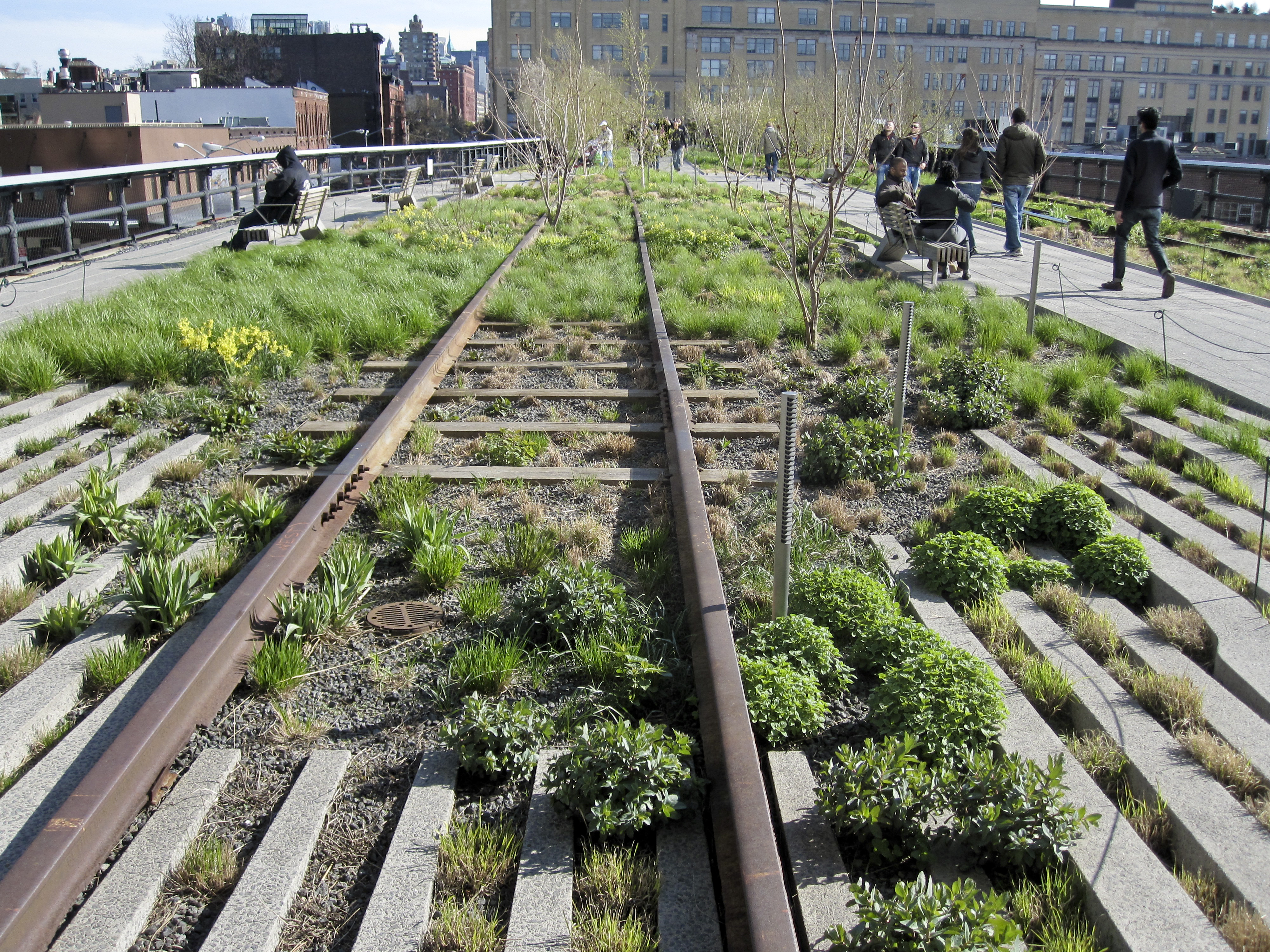

Graminées et plantes basses
Ambiances

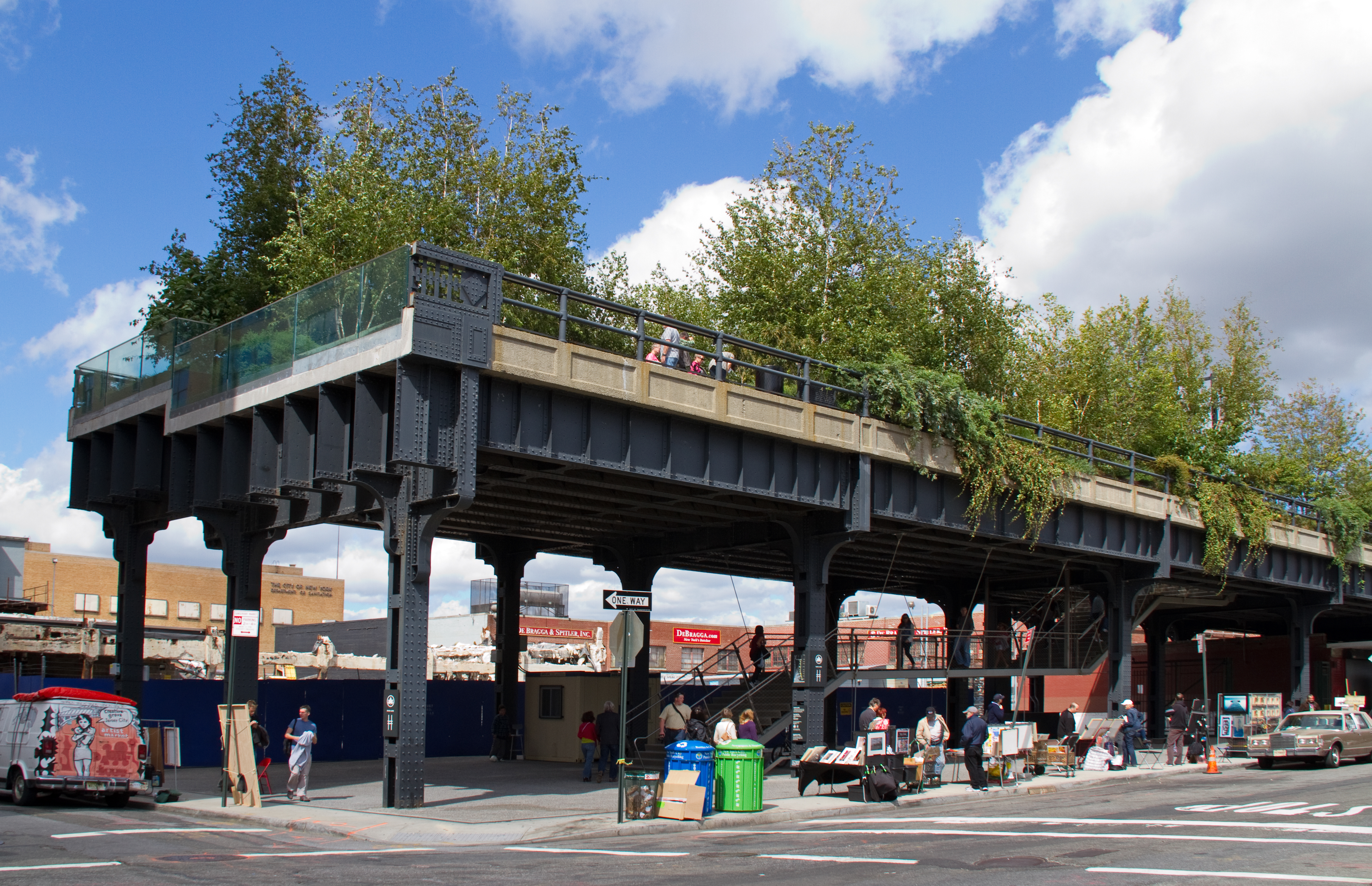
Début de la voie
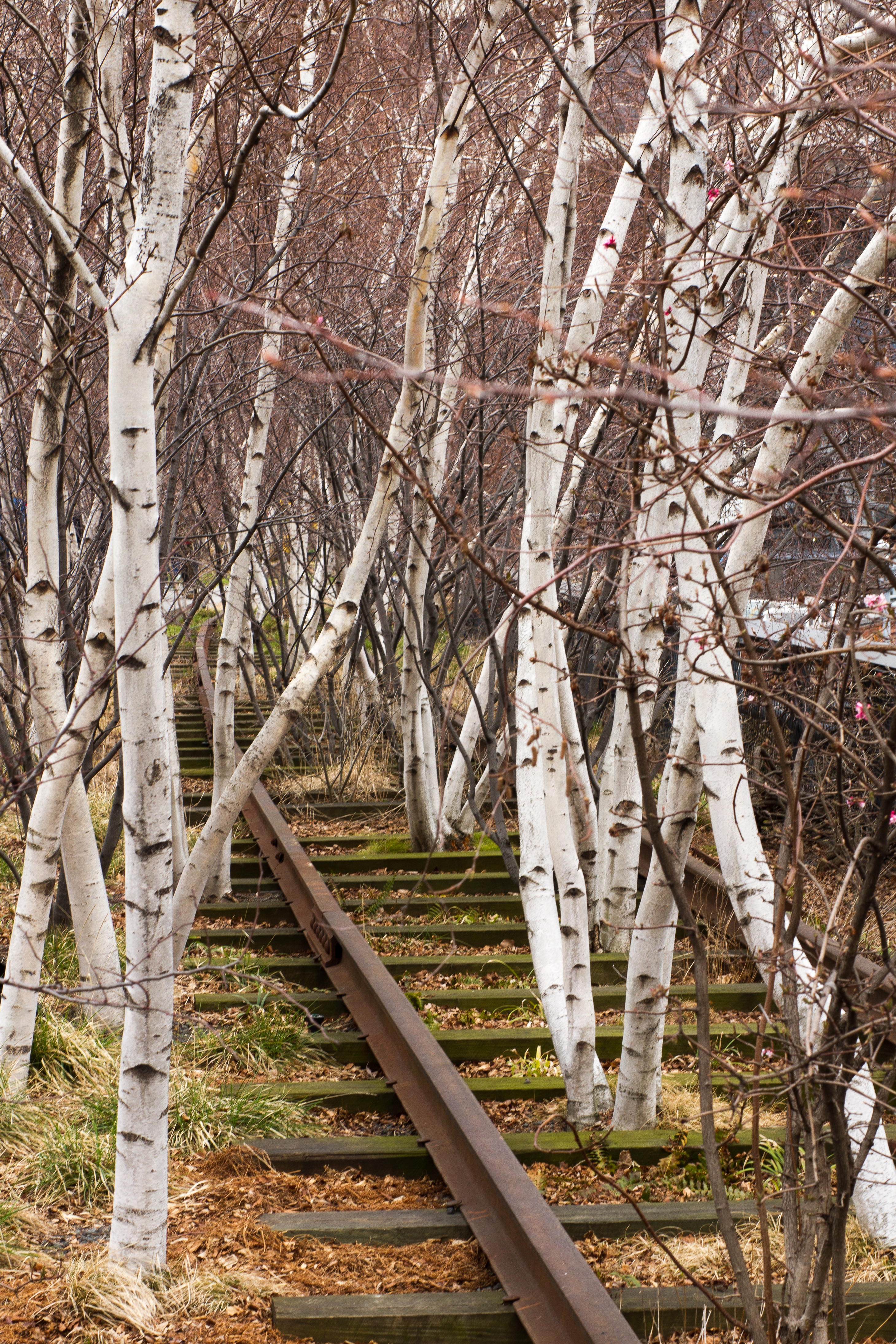
Bouleaux entre les traverses
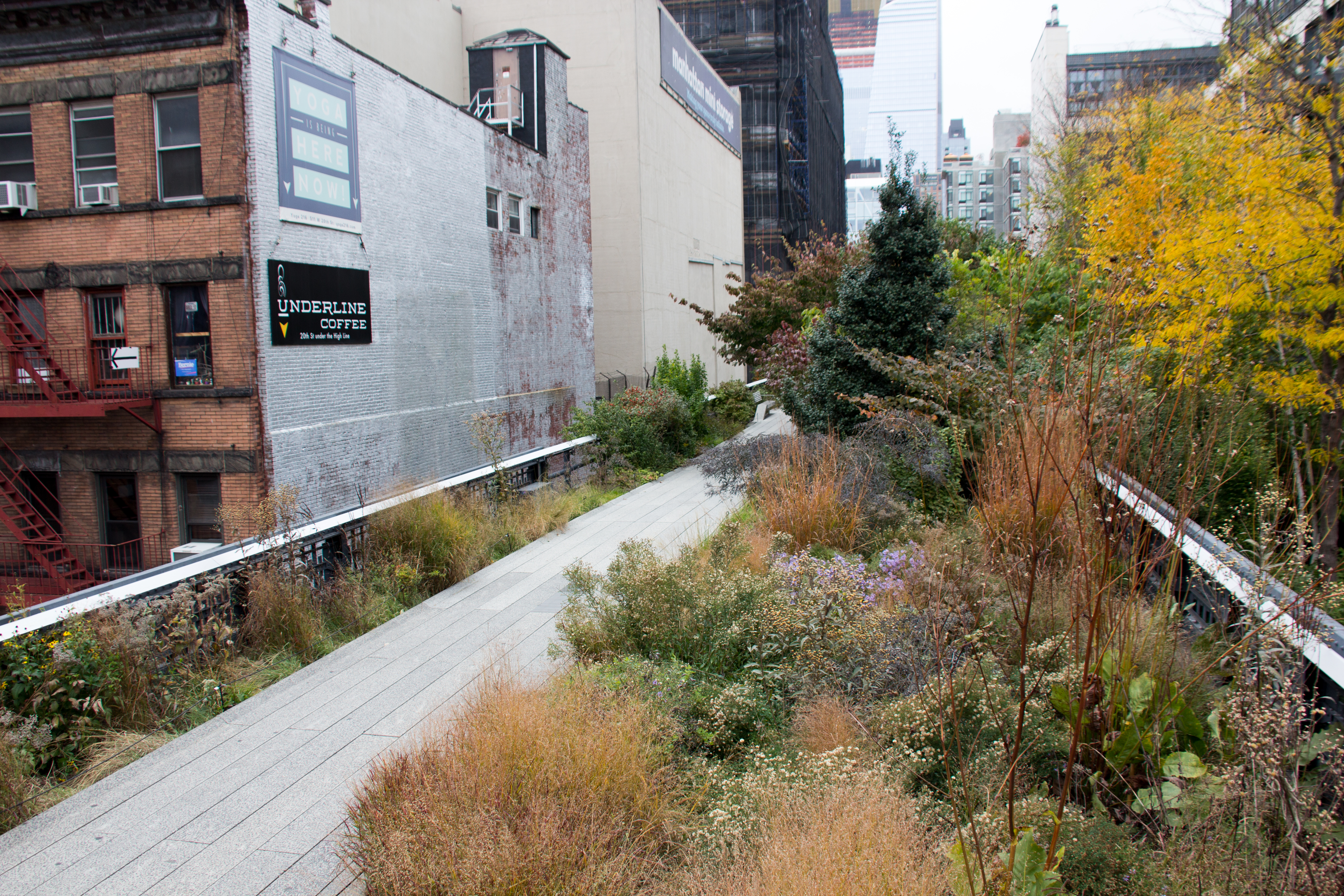
Cheminements
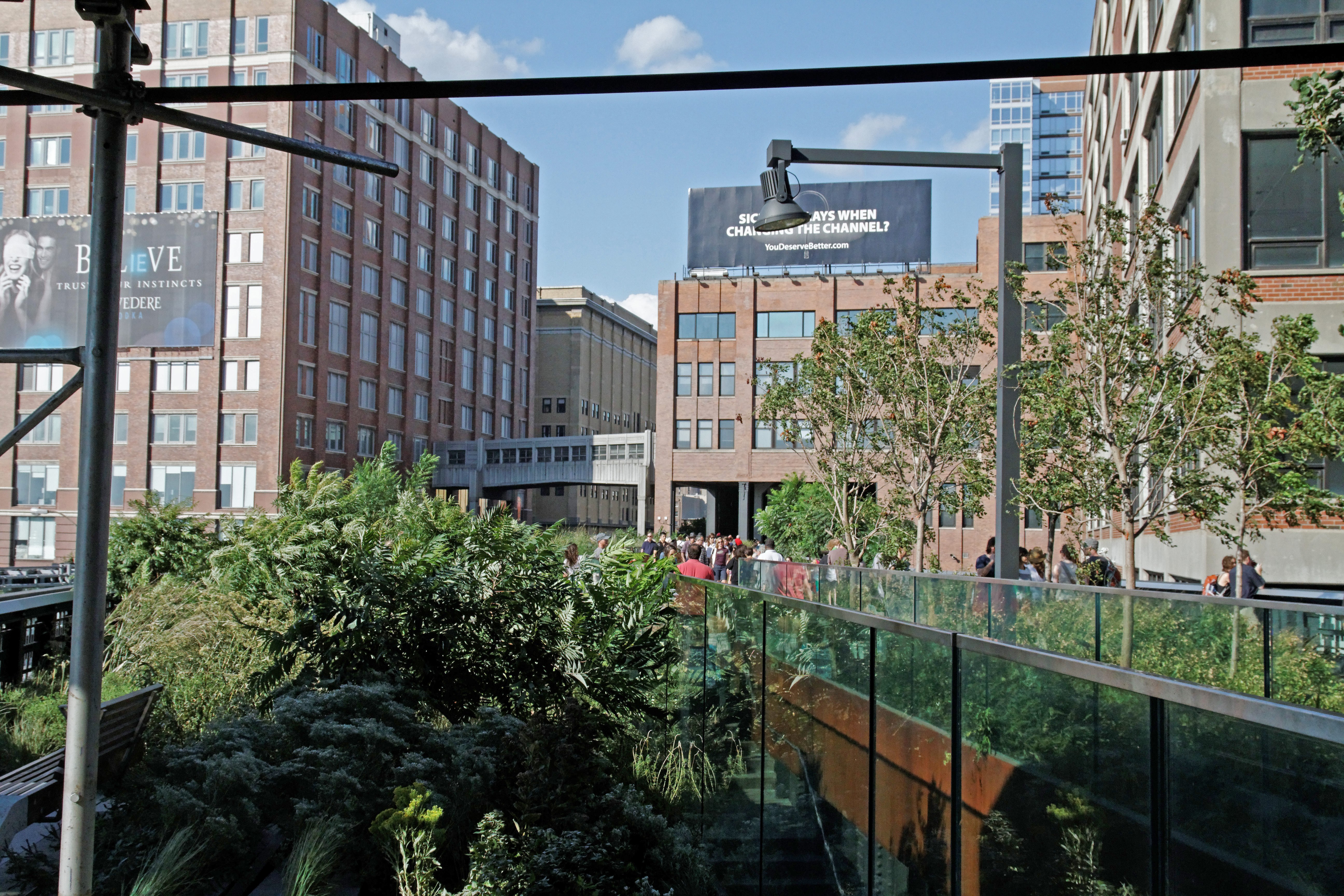
Entre la 13e et 14e rue
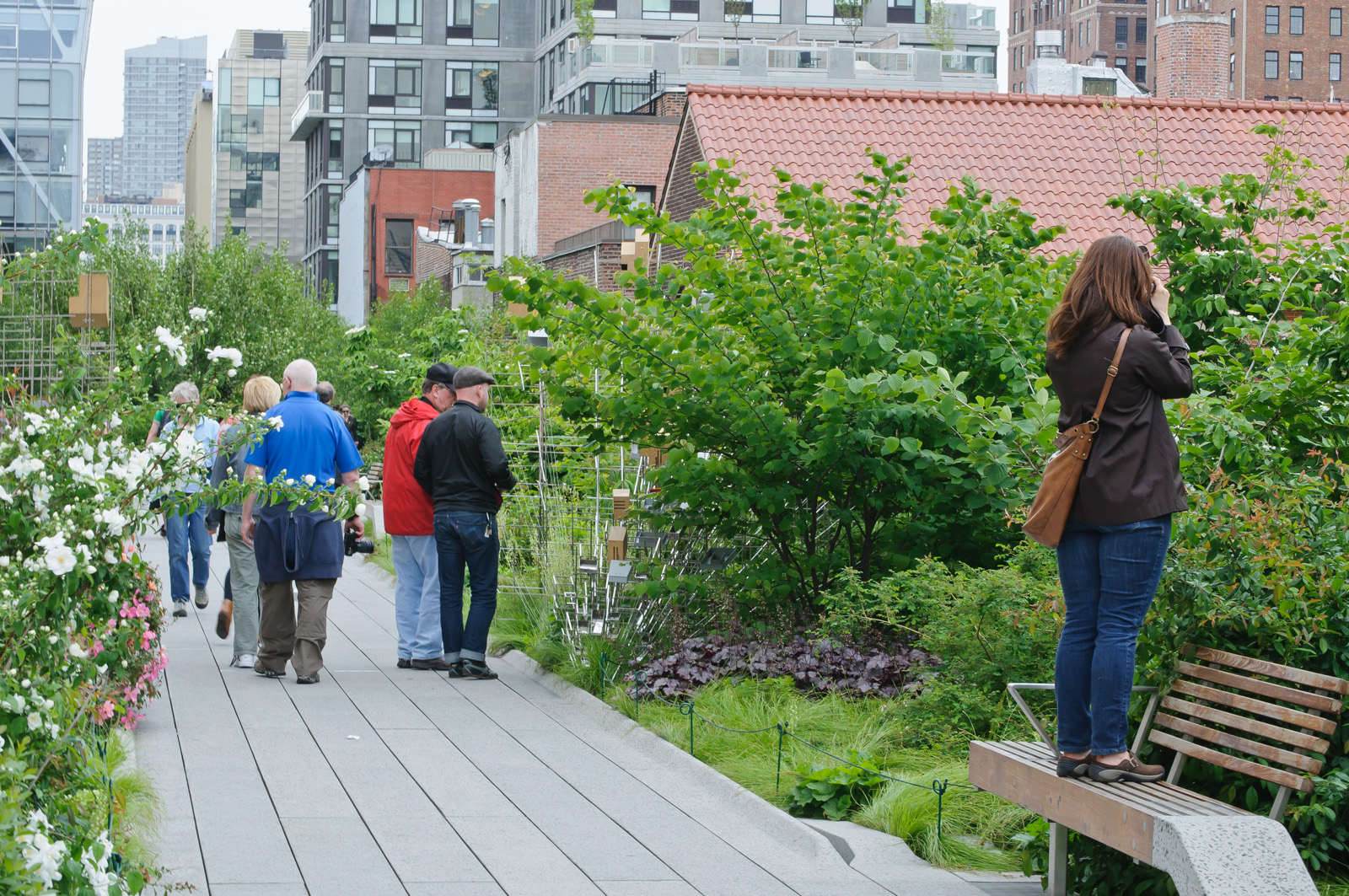
Feuillages
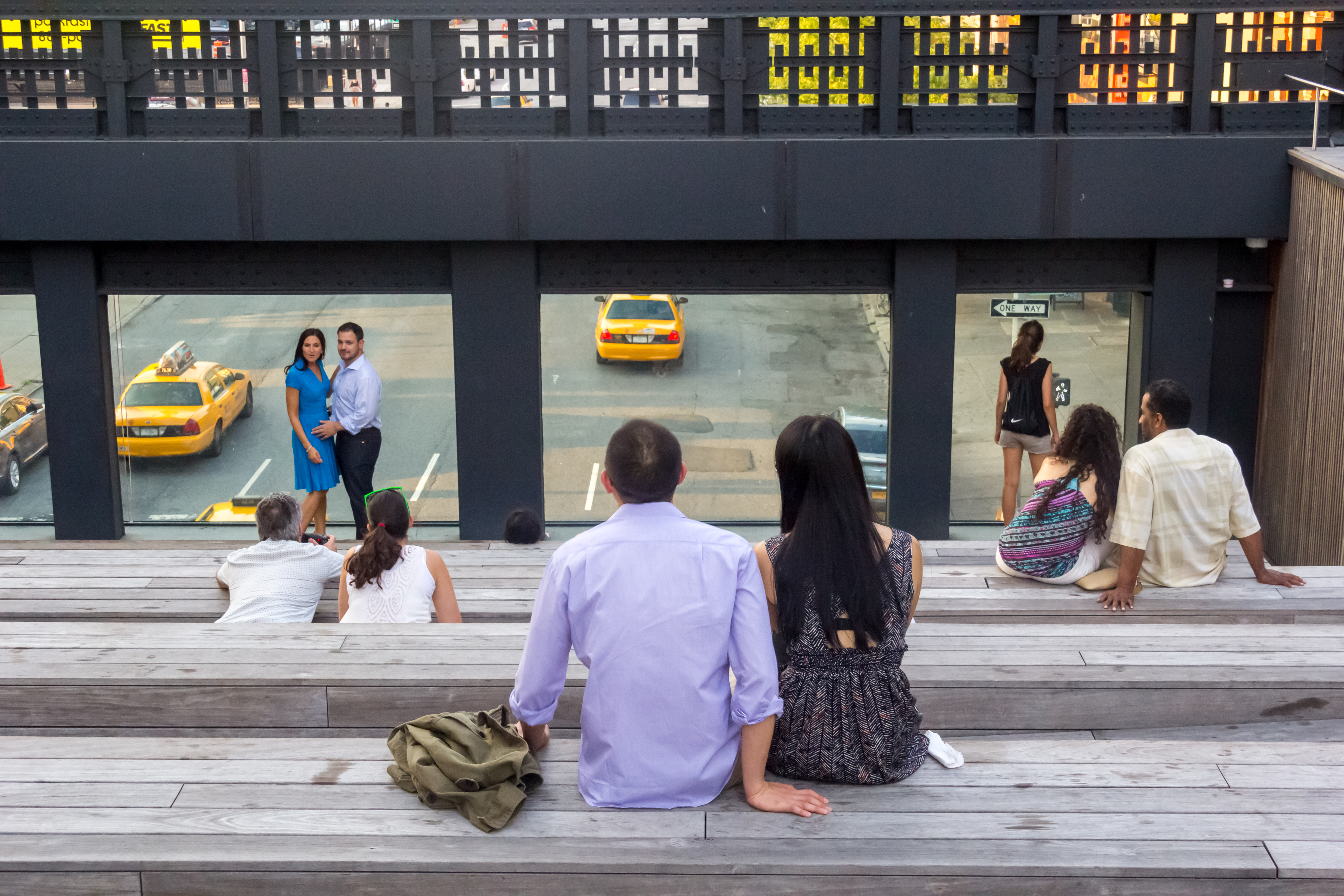
Théâtre urbain
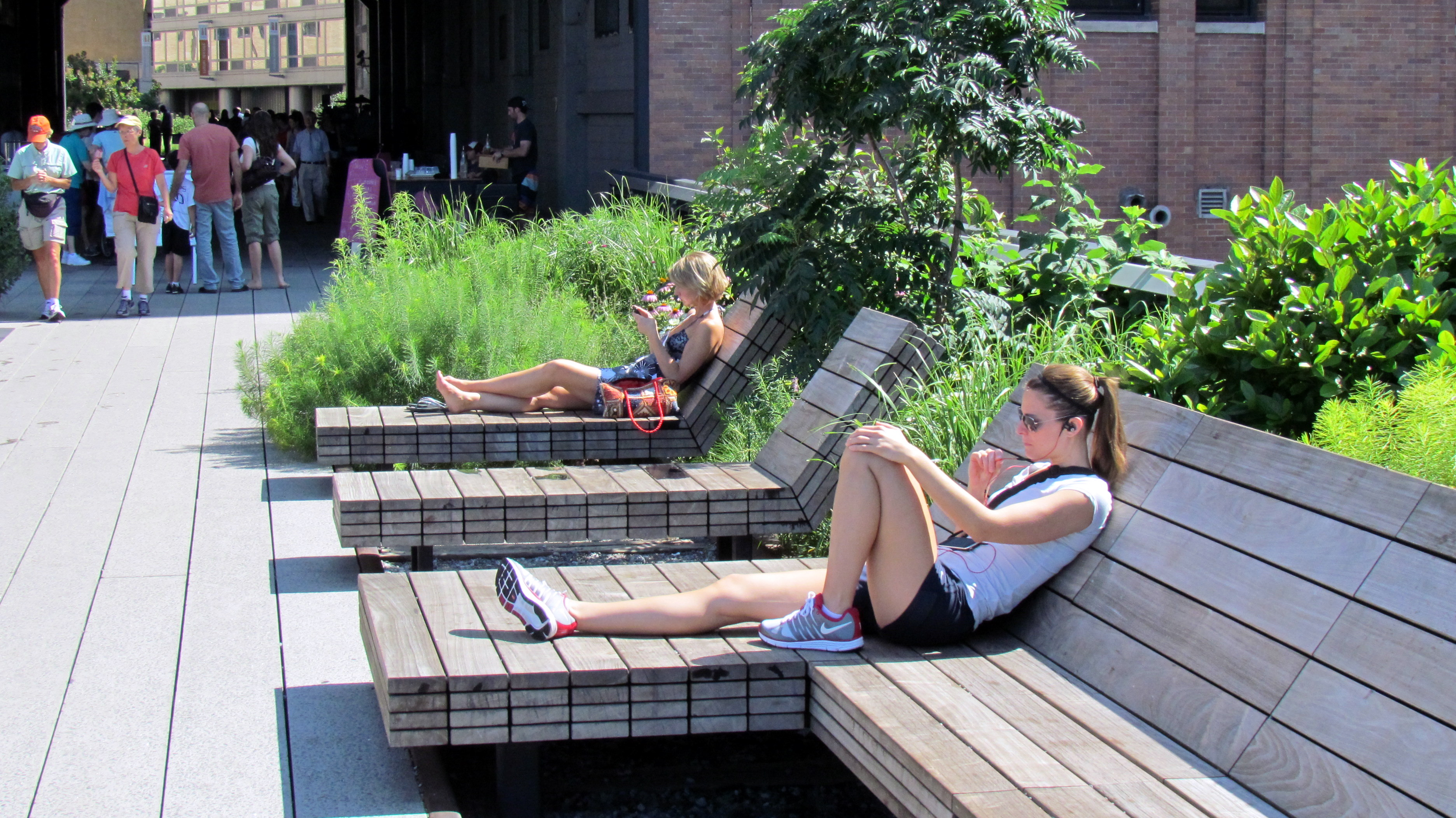
Zone de relaxation
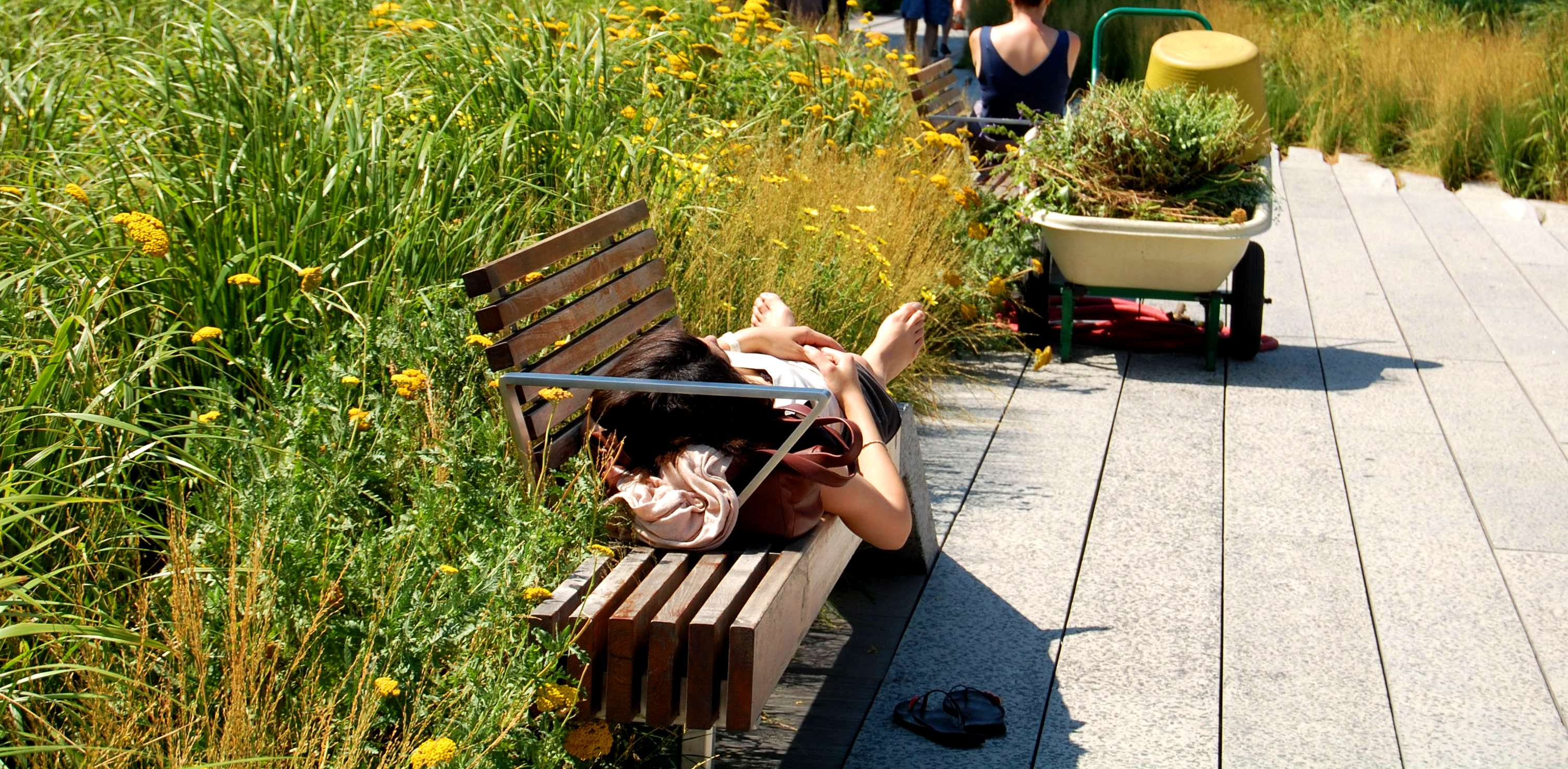
Méthode douce d'entretien
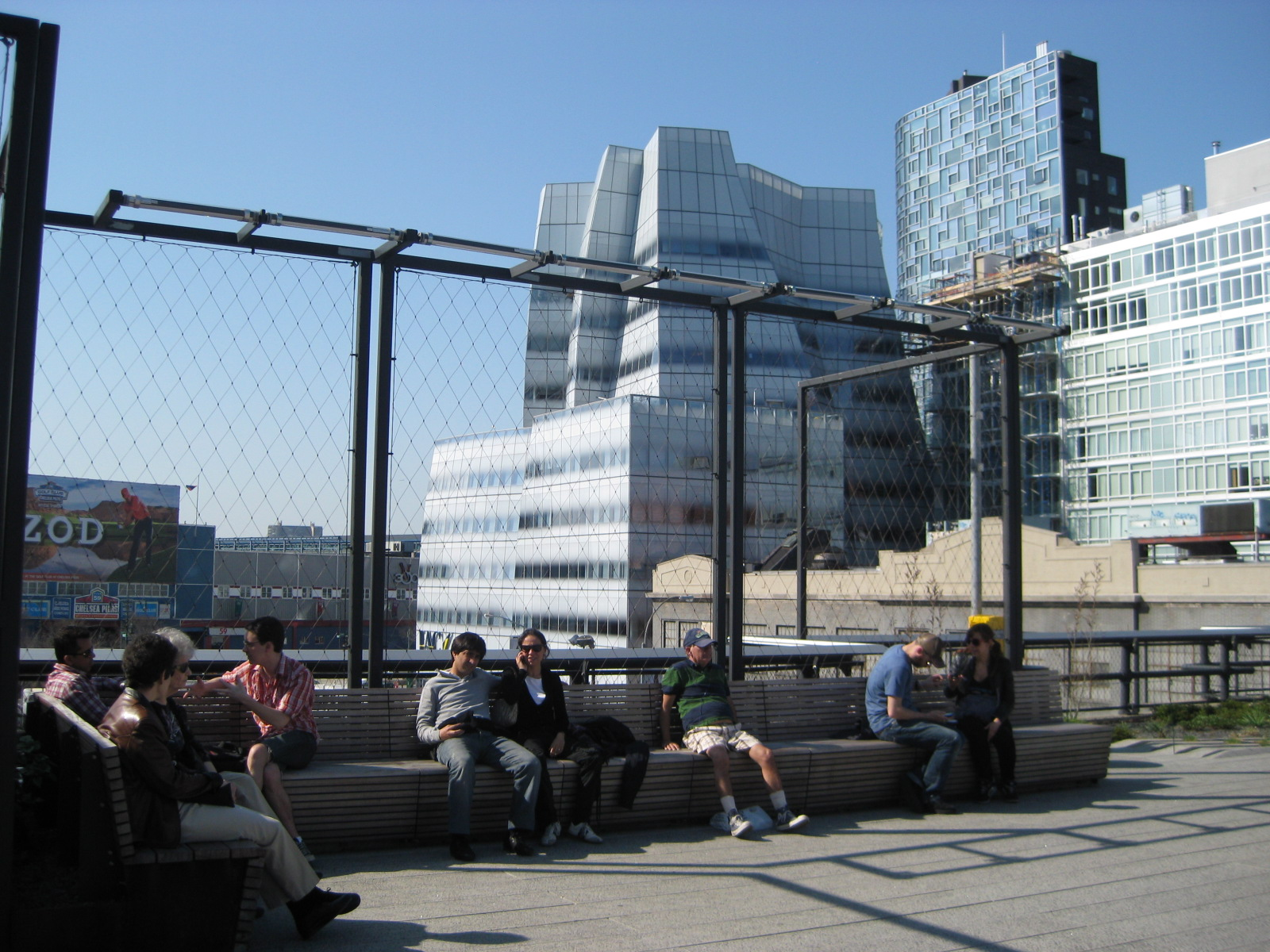
The IAC building by Frank Gehry (center) as seen from the park at 18th Street
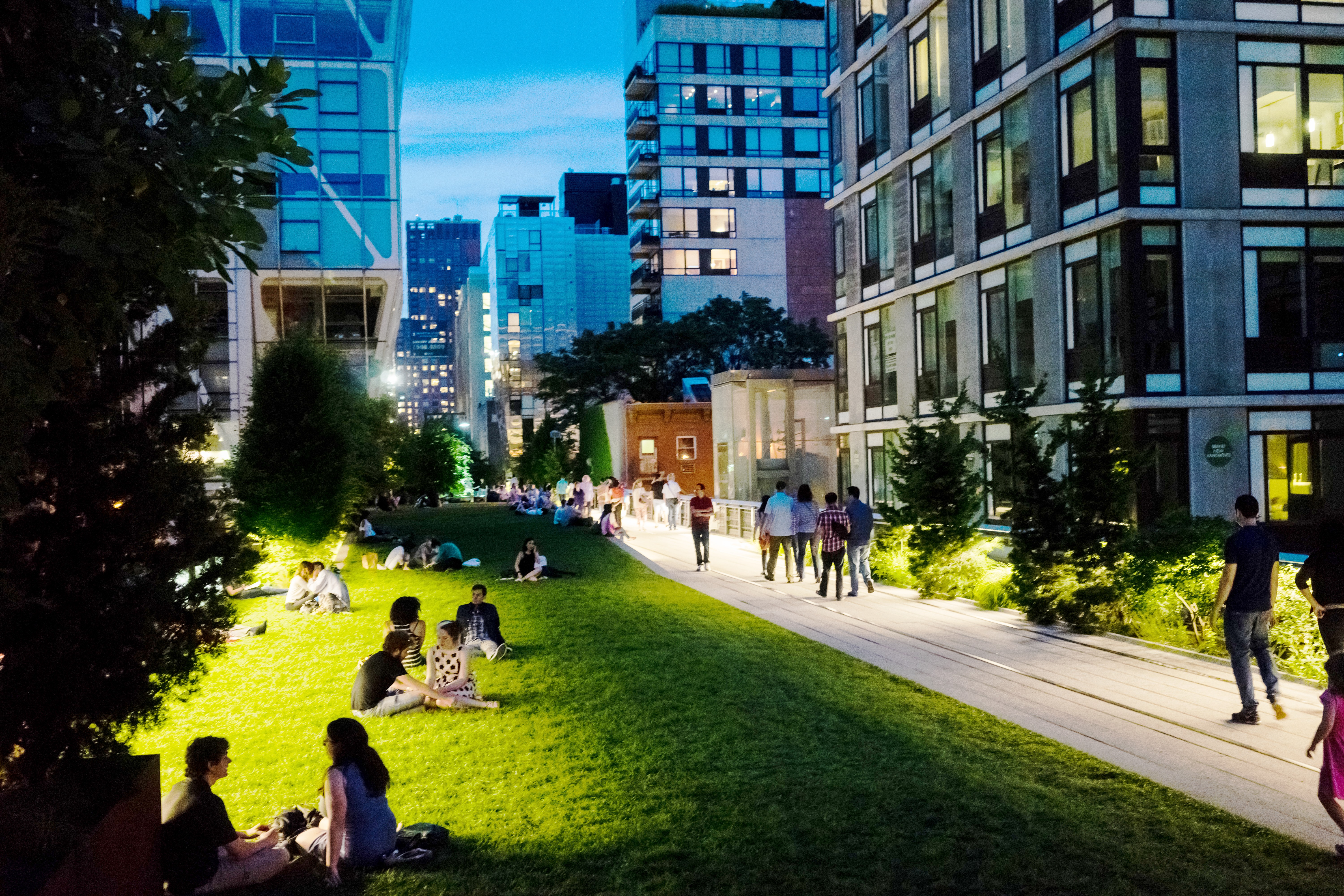
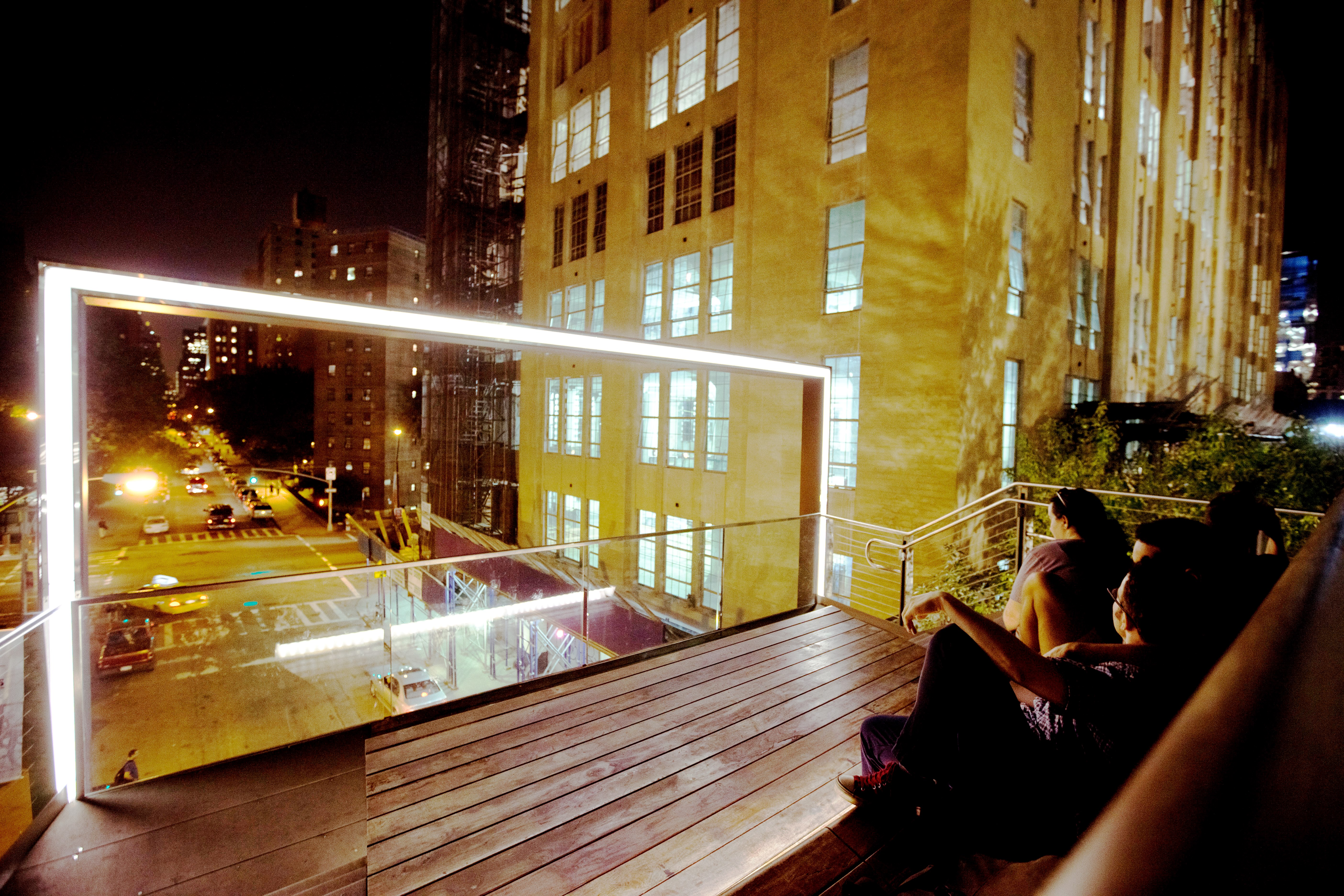
26th Street
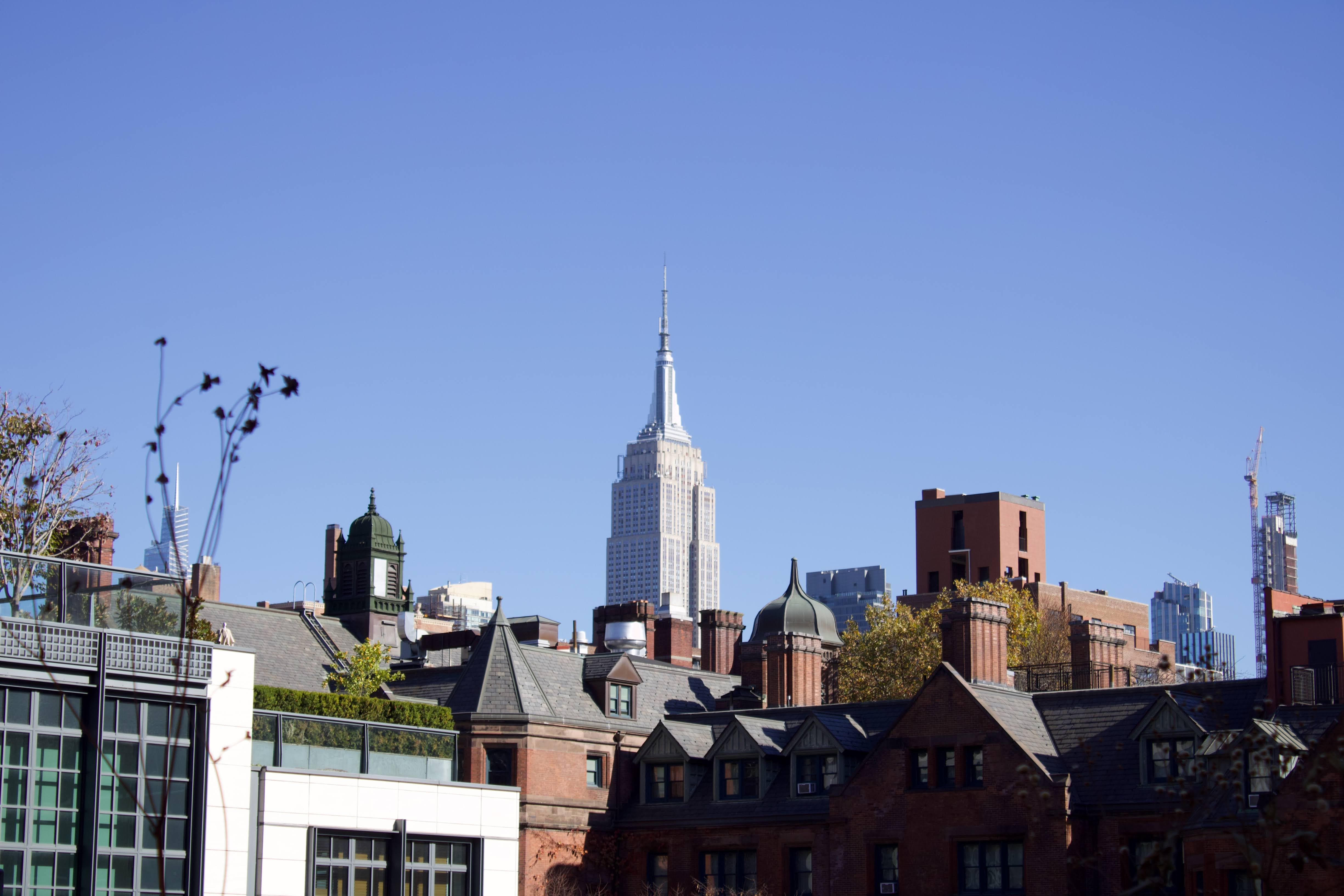
L'Empire State Building se découpe derrière les bâtiments typiques de brique rouge